# Mike Walsh
Michael Thomas Walsh, detto Mike (Blackley, 20 giugno 1956), è un allenatore di calcio ed ex calciatore irlandese, di ruolo difensore.

## Carriera

### Giocatore

#### Club
Dopo aver trascorso la stagione 1973-1974 nelle giovanili del Bolton Walsh esordisce in prima squadra (e contestualmente tra i professionisti) nella stagione 1974-1975, all'età di 18 anni; dal 1974 al 1978 gioca per quattro stagioni in seconda divisione, partecipando attivamente anche alla vittoria della Second Division 1977-1978, grazie alla quale l'anno seguente, all'età di 22 anni, esordisce in prima divisione, categoria in cui nelle stagioni 1978-1979 e 1979-1980 gioca tutte e 84 le partite disputate dai Trotters segnando anche 2 reti (una in ciascuna delle due stagioni); rimane in squadra anche nella stagione 1980-1981, disputata nuovamente in seconda divisione dopo la retrocessione dell'anno precedente, per poi essere ceduto all'Everton per 90000 sterline più Jim McDonagh come ulteriore contropartita tecnica, lasciando quindi l Bolton (di cui nel frattempo era anche diventato capitano) dopo complessive 177 presenze e 4 reti in incontri di campionato. Con le Toffees gioca 18 partite in prima divisione durante la stagione 1981-1982 ed altre 2 partite nella stagione 1982-1983, nella quale trascorre anche dei lunghi periodi in prestito, rispettivamente a Norwich City (5 presenze in prima divisione) e Burnley (3 presenze in seconda divisione, con retrocessione in terza divisione subita al termine della stagione). Nell'estate del 1983 Walsh si accasa poi agli statunitensi dei Ft. Lauderdale Strikers, con cui gioca 11 partite nella NASL.
Dopo il fallimento di quest'ultimo club torna in Inghilterra, trascorrendo la stagione 1983-1984 al Manchester City, con cui gioca 7 partite senza mai segnare in seconda divisione; successivamente si accasa al Blackpool, con cui nella stagione 1984-1985 conquista una promozione dalla quarta alla terza divisione: continua poi a giocare nei Tangerines in questa categoria fino al termine della stagione 1988-1989 quando, all'età di 33 anni e dopo 153 presenze e 6 reti in incontri di campionato, lascia il club e contestualmente si ritira.
In carriera ha totalizzato complessivamente 373 presenze e 10 reti nei campionati della Football League.

#### Nazionale
Nel 1982 ha giocato 5 partite con la nazionale irlandese (2 in incontri di qualificazione ai campionati europei e 3 in partite amichevoli).

### Allenatore
Dopo il ritiro Walsh va a lavorare come vice di Sam Ellis (suo allenatore al Blackpool), appena trasferitosi al Bury, in terza divisione; nel settembre del 1990, alle dimissioni di Ellis, diventa allenatore degli Shakers; nella sua prima stagione conquista un settimo posto in classifica, con conseguente qualificazionea i play-off per la promozione in seconda divisione (poi persi). La stagione 1991-1992 è invece negativa e si conclude con una retrocessione in quarta divisione, categoria in cui Walsh poi allena il Bury fino al termine della stagione 1994-1995, nella quale peraltro centra anche una qualificazione ai play-off (risultato che già aveva ottenuto durante la stagione 1992-1993, ovvero la prima dopo la retrocessione): dopo aver perso la finale play-off viene esonerato.
Dopo una breve parentesi nel 1996 ai semiprofessionisti del Barrow in Northern Premier League (sesta divisione), all'inizio della stagione 1997-1998 diventa vice allenatore del suo ex compagno di squadra dell'Everton Steve McMahon allo Swindon Town, in terza divisione; rimane in carica con il medesimo ruolo anche alle dipendenze di Jimmy Quinn, che nel 1998 aveva sostituito l'esonerato McMahon, e con cui lavora fino al 2000. Dal 2000 al 2003 lavora poi come osservatore per il Sunderland, per poi tornare ad allenare nei mesi conclusivi della stagione 2002-2003 al Southport, club di quinta divisione, di cui non riesce ad impedire la retrocessione in sesta divisione, maturata matematicamente all'ultima giornata. Lavora poi nuovamente come vice allenatore dello Swindon Town nella stagione 2004-2005, per poi ritirarsi definitivamente dal mondo del calcio.

## Palmarès

### Giocatore

#### Competizioni nazionali
- Campionato inglese di seconda divisione: 1

Bolton: 1977-1978